# Lojze Kobal
Lojze Kobal, slovenski rimskokatoliški duhovnik in cerkveni glasbenik, * 7. december 1946, Vrhpolje.
Po končani osnovni šoli je obiskoval Srednjo versko šolo v Vipavi (1961-1964). Po odsluženi vojaščini je na Teološki fakulteti v Ljubljani študiral bogoslovje (1967-1972). Do avgusta 1988 je služboval v raznih krajih na Primorskem. Avgusta 1988 je bil imenovan za župnika v Ravnici pri Grgarju.
Prvo glasbeno izobrazbo (klavir in orgle) je dobil pri sestri Ceciliji, nato pa je Ljubljani obiskoval orglarski tečaj pri profesorju Jožetu Troštu (1973-1975). Poleg pastirskega dela je v letih 1973−1988 kot zborovodja vodil pevski zbor v koprski stolnici Marijinega vnebovzetja. Leta 1988 je bil imenovan za ravnatelja Orglarske šole v Novi Gorici. Sedaj mašuje in uči verouk v vasi Levpa, kjer uči tudi kitaro in klavir.